# Willekin von Bardewik
Willekin von Bardewik (* vor 1280; † nach 1320) war erster überlieferter Syndicus der Hansestadt Lübeck.

## Leben
Die Familie von Bardewik ist seit 1188 im Lübecker Rat nachgewiesen und könnte in der Phase der deutschen Stadtgründung aus Bardowick zugewandert sein. Der Magister Willekin von Bardewik war Sohn des Lübecker Ratsherrn (ab 1250) und Bürgermeisters (1263–1290) Johann von Bardewik. Er immatrikulierte sich 1299 an der Universität Bologna und gehörte dort der Deutschen Nation an. 1310 und 1316 erhielt er vom Lübecker Rat in Sammelvollmachten gemeinsam mit anderen, darunter auch Lübecker Ratsherren, den Auftrag, die Stadt Lübeck in ihren Streitigkeiten mit dem Lübecker Bischof Burkhard von Serkem als Sachwalter gegenüber der Römischen Kurie zu vertreten. Die Aufnahme seiner Tätigkeit schloss sich zeitlich an die Tätigkeit seines Verwandten, des Lübecker Bürgermeisters Albert von Bardewik an. Im Kämmereibuch der Stadt Lübeck wird er für den Zeitraum von Mitte 1316 bis zum Jahresende 1320 als der oberste Beamte der Stadt Lübeck geführt. Sein Nachfolger wurde 1321 der Magister Dietmar Schulop, der das Amt des Syndicus bis 1324 ausübte und später Schweriner und Lübecker Domherr wurde.